# Sophie-Christine d'Anhalt-Bernbourg-Schaumbourg-Hoym
Sophie-Christine Eberardine d'Anhalt-Bernbourg-Schaumbourg-Hoym (Zeitz, 6 février 1710 – Neustadt an der Orla, 26 octobre 1784) est une noble de la famille d'Anhalt-Bernbourg-Schaumbourg-Hoym et par le mariage une princesse de Schwarzbourg-Sondershausen.

## Biographie
Elle est la fille de Lebrecht d'Anhalt-Zeitz-Hoym, prince d'Anhalt-Bernbourg-Schaumbourg-Hoym, et de sa seconde épouse Ederardina de Weede.
Elle épouse Christian de Schwarzbourg-Sondershausen, le dernier des quinze enfants du comte Christian-Guillaume de Schwarzbourg-Sondershausen; et le mariage a été célébré à Sondershausen le 10 novembre 1728 et représente l'union entre les dynasties Schwarzbourg et d'Ascnie. Christian a également été lié à la Maison de Wettin étant donné que sa mère était Wilhelmine-Christine de Saxe-Weimar, fille de Jean-Ernest Ier de Saxe-Weimar.
Sophie a donné naissance à cinq enfants:
- Güntherine Albertine (Sondershausen, 10 décembre 1729-Neustadt, 25 mars 1794);
- Elisabeth Rudolfine (Sondershausen, 9 janvier 1731-Dagstuhl, 24 juin 1771), a épousé le comte Joseph-Antoine d'Oettingen-Baldern;
- Günther XLIV (Sondershausen, 24 mars 1732-Sondershausen, 17 janvier 1733);
- Frédéric Günther (Sondershausen, 3 juin 1733-Sondershausen, 10 février 1734);
- Joséphine Eberardine (Sondershausen, 2 mars 1737-Micherstadt, 27 juillet 1788), qui épousa le comte Georges-Albert III d'Erbach-Fürstenau.

Seules les trois filles ont réussi à atteindre l'âge adulte.